# خفاش میوه‌خوار شکم‌سیاه
خفاش میوه خوار شکم سیاه (نام علمی: Melonycteris melanops) نام یک گونه از تیره خفاش میوه‌خوار است.